# Северноамерички фудбалски савез
Северноамерички фудбалски савез (НАФУ; фр. Union Nord-Américaine de Football; шп.  енгл. North American Football Union ) је регионална групација под управом Конкакафовим националним фудбалским организацијама у северноамеричкој зони. НАФУ нема организациону структуру. У статуту пише „Конкакаф признаје ... Северноамеричку фудбалску унију (НАФУ)”. НАФУ доставља једног од представника Конкакафа извршном одбору ФИФАе.

## Удружење чланица
Северноамерички фудбалски савез има три чланице:
| Код | Савез            |
| --- | ---------------- |
| CAN | Канада           |
| MEX | Мексико          |
| USA | Сједињене Државе |

Издање Статута КОНКАКАФа из 2015. наводи да „Без обзира на њихову припадност (НАФУу), (Бахами и Бермуди ће учествовати на такмичењима ФСКу (CFU) )“.

## Такмичења

### Националне репрезентације
Све до 2017. Канада, Мексико и Сједињене Америчке Државе аутоматски су се квалификовале за КОНКАКАФ златни куп. Сада КОНКАКАФ Лига нација служи као квалификације за златни куп.

### Клубови
Северноамеричка супер лига је била клупски турнир између две северноамеричке зонске лиге који је трајао од 2007. до 2010. То је био званични турнир који је подржавао КОНКАКАФ, али га није организовала федерација. Када су зонске квалификације користиле КОНКАКАФ лигу шампиона, клубови са Бермуда су играле против мексичких или америчких клубова.
Куп северноамеричких првака се одржавало на годишњем нивоу од 2018. године. Учествовали су клубови прваци МЛС лиге и мексичког турнира Шампиони шампиона мексичке МХ лиге.
Лига куп је такмичење између МЛС клубова и клубова мексичке МХ ликге, које је основано 2019. године.

### Свртско првенство у фудбалу
| Екипа            | 1930 | 1934 | 1938 | 1950 | 1954 | 1958 | 1962 | 1966 | 1970 | 1974 | 1978 | 1982 | 1986 | 1990 | 1994 | 1998 | 2002 | 2006 | 2010 | 2014 | 2018 | 2022 | 2026 | Година | Укључујући СП квал. |
| ---------------- | ---- | ---- | ---- | ---- | ---- | ---- | ---- | ---- | ---- | ---- | ---- | ---- | ---- | ---- | ---- | ---- | ---- | ---- | ---- | ---- | ---- | ---- | ---- | ------ | ------------------- |
| Канада           |      |      |      |      |      | •    |      |      | •    | •    | •    | •    | GS   | •    | •    | •    | •    | •    | •    | •    | •    |      |      | 1      | 14                  |
| Мексико          | GS   | •    |      | GS   | GS   | GS   | GS   | GS   | QF   | •    | GS   | •    | QF   | ×    | R16  | R16  | R16  | R16  | R16  | R16  | R16  |      |      | 16     | 19                  |
| Сједињене Државе | 3.   | 1R   |      | GS   | •    | •    | •    | •    | •    | •    | •    | •    | •    | GS   | R16  | GS   | QF   | GS   | R16  | R16  | •    |      |      | 10     | 20                  |
| Укупно           | 2    | 1    | 0    | 2    | 1    | 1    | 1    | 1    | 1    | 0    | 1    | 0    | 2    | 1    | 2    | 2    | 2    | 2    | 2    | 2    | 1    | TBD  | TBD  | 27     | –                   |

### Светско првенство у фудбалу за жене
| Екипа            | 1991 | 1995 | 1999 | 2003 | 2007 | 2011 | 2015 | 2019 | Година | Укључујући СП квал. |
| ---------------- | ---- | ---- | ---- | ---- | ---- | ---- | ---- | ---- | ------ | ------------------- |
| Канада           | •    | GS   | GS   | 4.   | GS   | GS   | QF   | R16  | 6      | 7                   |
| Мексико          | •    | •    | GS   | •    | •    | GS   | GS   | •    | 3      | 7                   |
| Сједињене Државе | 1.   | 3.   | 1.   | 3.   | 3.   | 2.   | 1.   | 1.   | 7      | 7                   |
| Укупно           | 1    | 2    | 3    | 2    | 3    | 3    | 3    | 2    | 16     |                     |

### FIFA Confederations Cup
| Екипа            | 1992 | 1995 | 1997 | 1999 | 2001 | 2003 | 2005 | 2009 | 2013 | 2017 | Година |
| ---------------- | ---- | ---- | ---- | ---- | ---- | ---- | ---- | ---- | ---- | ---- | ------ |
| Канада           | •    | •    | •    | ×    | GS   | •    | •    | •    | •    | •    | 1      |
| Мексико          | •    | 3.   | GS   | 1.   | GS   | •    | 4.   | •    | GS   | 4.   | 7      |
| Сједињене Државе | 3.   | •    | •    | 3.   | •    | GS   | •    | 2.   | •    | •    | 4      |
| Укупно           | 1    | 1    | 1    | 2    | 2    | 1    | 1    | 1    | 1    | 1    | 12     |